# NGC 1659
NGC 1659 = NGC 1677 ist eine Spiralgalaxie vom Hubble-Typ Sbc im Sternbild Eridanus am Südsternhimmel. Sie ist schätzungsweise 205 Millionen Lichtjahre von der Milchstraße entfernt und hat einen Durchmesser von etwa 90.000 Lichtjahren.
Im selben Himmelsareal befinden sich u. a. die Galaxien NGC 1656, NGC 1665, IC 2094, IC 2095.
Das Objekt wurde am 28. November 1786 von Wilhelm Herschel entdeckt.